# Étrechet
Étrechet [etʁəʃɛ] est une commune française située dans le département de l'Indre, en région Centre-Val de Loire.

## Géographie

### Localisation
La commune est située dans l'est du département, dans la région naturelle du Boischaut Sud.
Les communes limitrophes sont : Le Poinçonnet (5 km), Diors (6 km), Ardentes (6 km), Mâron (7 km), Châteauroux (8 km) et Déols (8 km).
Les communes chefs-lieux et préfectorales sont : Ardentes (6 km), Châteauroux (8 km), Issoudun (24 km), La Châtre (27 km) et Le Blanc (57 km).

### Hameaux et lieux-dits
Les hameaux et lieux-dits de la commune sont : Sanguille, Ozans, Renier, les Godiers, les Ménas, Chignay et la Porte.

### Géologie et hydrographie
La commune est classée en zone de sismicité 2, correspondant à une sismicité faible.
Le territoire communal est arrosé par la rivière Indre.

### Climat
Pour des articles plus généraux, voir Climat du Centre-Val de Loire et Climat de l'Indre.
En 2010, le climat de la commune est de type climat océanique dégradé des plaines du Centre et du Nord, selon une étude du CNRS s'appuyant sur une série de données couvrant la période 1971-2000. En 2020, Météo-France publie une typologie des climats de la France métropolitaine dans laquelle la commune est exposée à un climat océanique altéré et est dans une zone de transition entre les régions climatiques « Centre et contreforts nord du Massif Central » et « Ouest et nord-ouest du Massif Central ».
Pour la période 1971-2000, la température annuelle moyenne est de 11,3 °C, avec une amplitude thermique annuelle de 15,3 °C. Le cumul annuel moyen de précipitations est de 759 mm, avec 11,5 jours de précipitations en janvier et 7 jours en juillet. Pour la période 1991-2020, la température moyenne annuelle observée sur la station météorologique de Météo-France la plus proche, sur la commune de Châteauroux à 8 km à vol d'oiseau, est de 12,2 °C et le cumul annuel moyen de précipitations est de 816,1 mm,. Pour l'avenir, les paramètres climatiques de la commune estimés pour 2050 selon différents scénarios d'émission de gaz à effet de serre sont consultables sur un site dédié publié par Météo-France en novembre 2022.

### Voies de communication et transports
Le territoire communal est desservi par les routes départementales : 67, 102, 105, 920 et 943.
La gare ferroviaire la plus proche est la gare de Châteauroux, à 8 km.
Étrechet est desservie par la ligne 9 du réseau de bus Horizon.
L'aéroport le plus proche est l'aéroport de Châteauroux-Centre, à 11 km.
Le territoire communal est traversé par le sentier de grande randonnée 46.

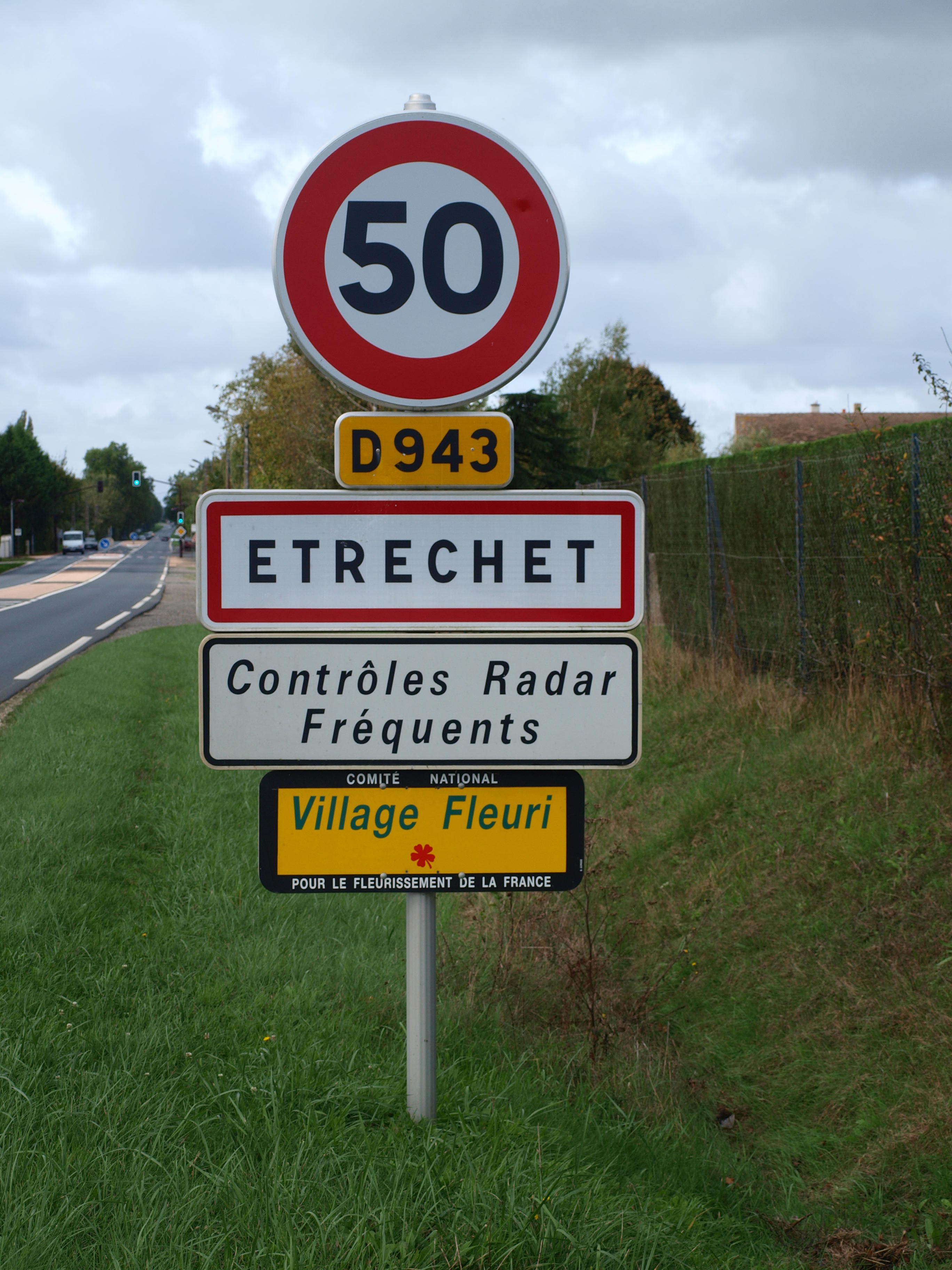
Le panneau d'entrée d’agglomération en 2013.

## Urbanisme

### Typologie
Au 1er janvier 2024, Étrechet est catégorisée bourg rural, selon la nouvelle grille communale de densité à sept niveaux définie par l'Insee en 2022.
Elle est située hors unité urbaine. Par ailleurs la commune fait partie de l'aire d'attraction de Châteauroux, dont elle est une commune de la couronne,. Cette aire, qui regroupe 71 communes, est catégorisée dans les aires de 50 000 à moins de 200 000 habitants,.

### Occupation des sols
L'occupation des sols de la commune, telle qu'elle ressort de la base de données européenne d’occupation biophysique des sols Corine Land Cover (CLC), est marquée par l'importance des territoires agricoles (85,7 % en 2018), en diminution par rapport à 1990 (89 %). La répartition détaillée en 2018 est la suivante : 
terres arables (70,7 %), prairies (14,3 %), zones industrielles ou commerciales et réseaux de communication (6,1 %), zones urbanisées (3,1 %), milieux à végétation arbustive et/ou herbacée (2,8 %), forêts (2,3 %), zones agricoles hétérogènes (0,7 %). L'évolution de l’occupation des sols de la commune et de ses infrastructures peut être observée sur les différentes représentations cartographiques du territoire : la carte de Cassini (XVIIIe siècle), la carte d'état-major (1820-1866) et les cartes ou photos aériennes de l'IGN pour la période actuelle (1950 à aujourd'hui).

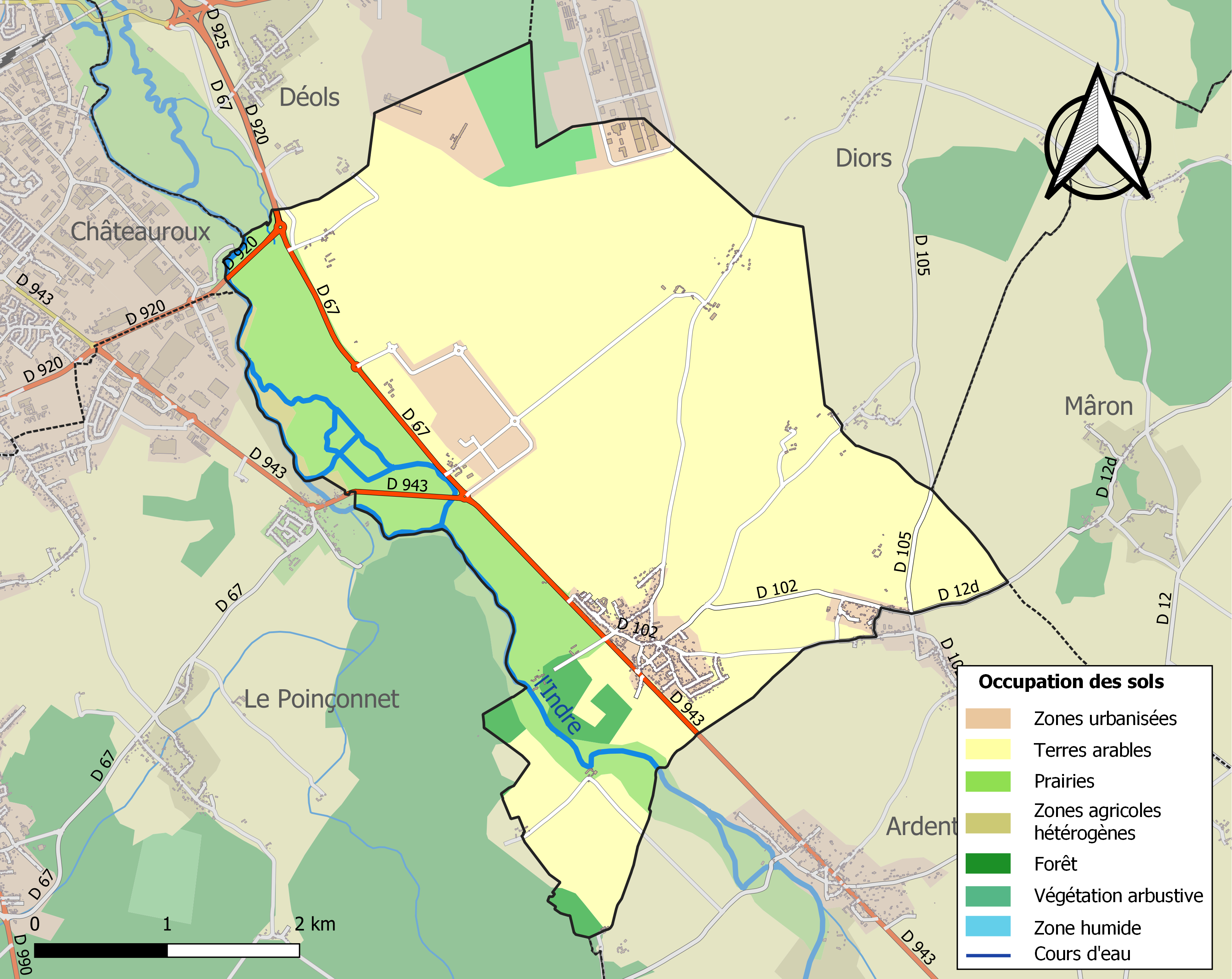
Carte des infrastructures et de l'occupation des sols de la commune en 2018 (CLC).

### Logement
Le tableau ci-dessous présente le détail du secteur des logements de la commune :
| Date du relevé                                              | 2013   | 2015   |
| Nombre total de logements                                   | 405    | 412    |
| Résidences principales                                      | 90,6 % | 90,8 % |
| Résidences secondaires                                      | 1,7 %  | 1,7 %  |
| Logements vacants                                           | 7,6 %  | 7,5 %  |
| Part des ménages propriétaires de leur résidence principale | 89 %   | 89 %   |

### Risques majeurs
Le territoire de la commune d'Étrechet est vulnérable à différents aléas naturels : météorologiques (tempête, orage, neige, grand froid, canicule ou sécheresse), inondations, feux de forêts, mouvements de terrains et séisme (sismicité faible). Il est également exposé à un risque technologique, le transport de matières dangereuses. Un site publié par le BRGM permet d'évaluer simplement et rapidement les risques d'un bien localisé soit par son adresse soit par le numéro de sa parcelle.

#### Risques naturels
Certaines parties du territoire communal sont susceptibles d’être affectées par le risque d’inondation par débordement de cours d'eau, notamment l'Indre. La commune a été reconnue en état de catastrophe naturelle au titre des dommages causés par les inondations et coulées de boue survenues en 1982, 1999 et 2016,.
Pour anticiper une remontée des risques de feux de forêt et de végétation vers le nord de la France en lien avec le dérèglement climatique, les services de l’État en région Centre-Val de Loire (DREAL, DRAAF, DDT) avec les SDIS ont réalisé en 2021 un atlas régional du risque de feux de forêt, permettant d’améliorer la connaissance sur les massifs les plus exposés. La commune, étant pour partie dans le massif de Chäteauroux, est classée au niveau de risque 4, sur une échelle qui en comporte quatre (1 étant le niveau maximal).

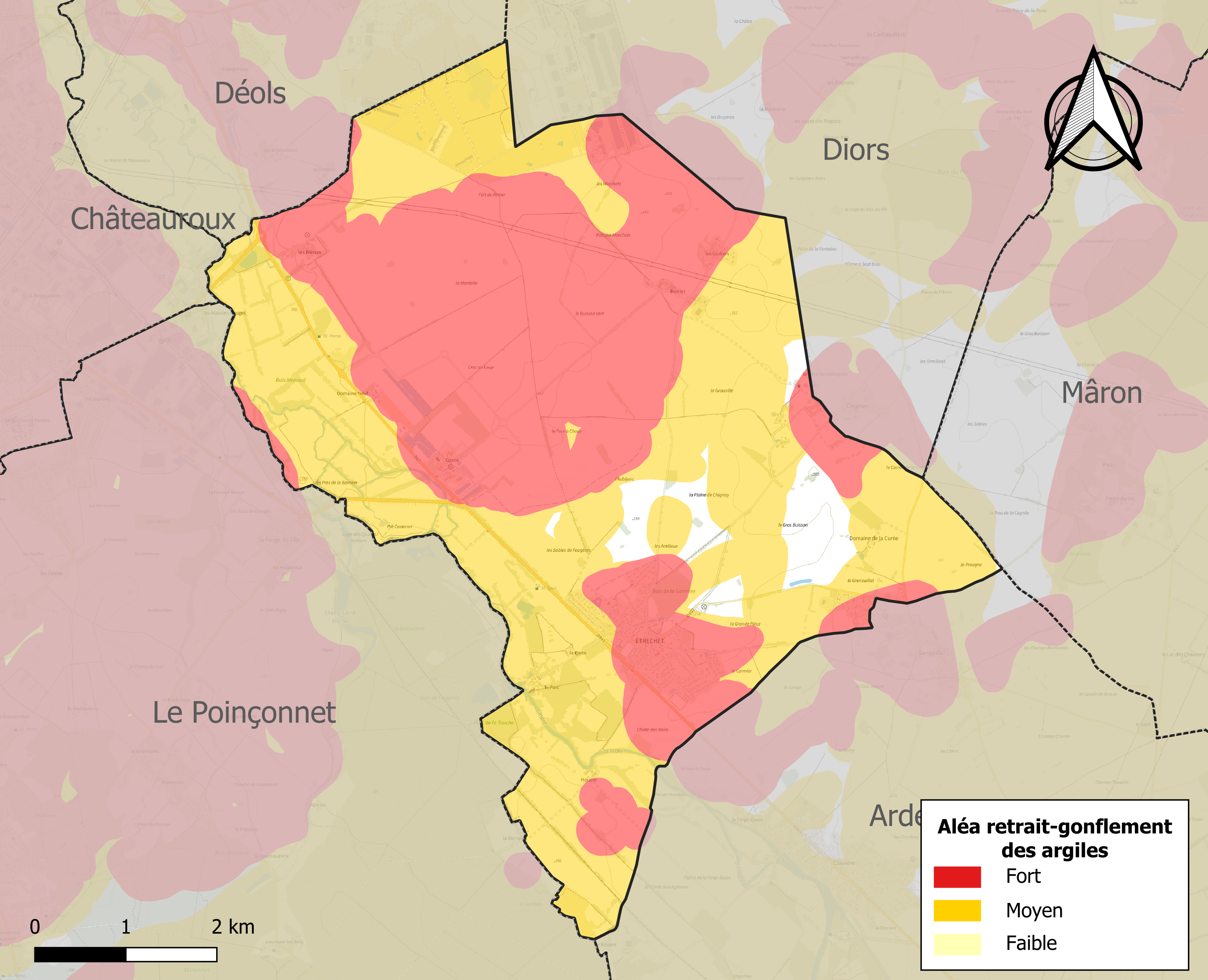
Carte des zones d'aléa retrait-gonflement des sols argileux d'Étrechet.

Les mouvements de terrains susceptibles de se produire sur la commune sont des tassements différentiels.
Le retrait-gonflement des sols argileux est susceptible d'engendrer des dommages importants aux bâtiments en cas d’alternance de périodes de sécheresse et de pluie. 95,4 % de la superficie communale est en aléa moyen ou fort (84,7 % au niveau départemental et 48,5 % au niveau national). Sur les 426 bâtiments dénombrés sur la commune en 2019, 426 sont en aléa moyen ou fort, soit 100 %, à comparer aux 86 % au niveau départemental et 54 % au niveau national. Une cartographie de l'exposition du territoire national au retrait gonflement des sols argileux est disponible sur le site du BRGM,.
Concernant les mouvements de terrains, la commune a été reconnue en état de catastrophe naturelle au titre des dommages causés par la sécheresse en 1996, 2006, 2018 et 2019 et par des mouvements de terrain en 1999.

#### Risques technologiques
Le risque de transport de matières dangereuses sur la commune est lié à sa traversée par des infrastructures routières ou ferroviaires importantes ou la présence d'une canalisation de transport d'hydrocarbures. Un accident se produisant sur de telles infrastructures est en effet susceptible d’avoir des effets graves au bâti ou aux personnes jusqu’à 350 m, selon la nature du matériau transporté. Des dispositions d’urbanisme peuvent être préconisées en conséquence.

## Toponymie
Le nom est attesté sous les formes Decima de Etrichet en 1239, De Trichiaco en 1246, parrochia de Triche en 1231, Estrichiaco en 1296, Estrichy en 1612, Etrechy en 1729, et Estrechiaco en 1422.
Il dériverait du latin stirps, « souche », auquel s’ajoute le suffixe gallo-romain -iacum, marquant la propriété ou le lieu. Le toponyme Strip-iacum, « lieu des souches », désignerait ainsi un espace défriché.
Ses habitants sont appelés les Etrichiaciens
.

## Politique et administration
La commune dépend de l'arrondissement de Châteauroux, du canton d'Ardentes, de la deuxième circonscription de l'Indre et de Châteauroux Métropole.
Elle dispose d'un bureau de poste.

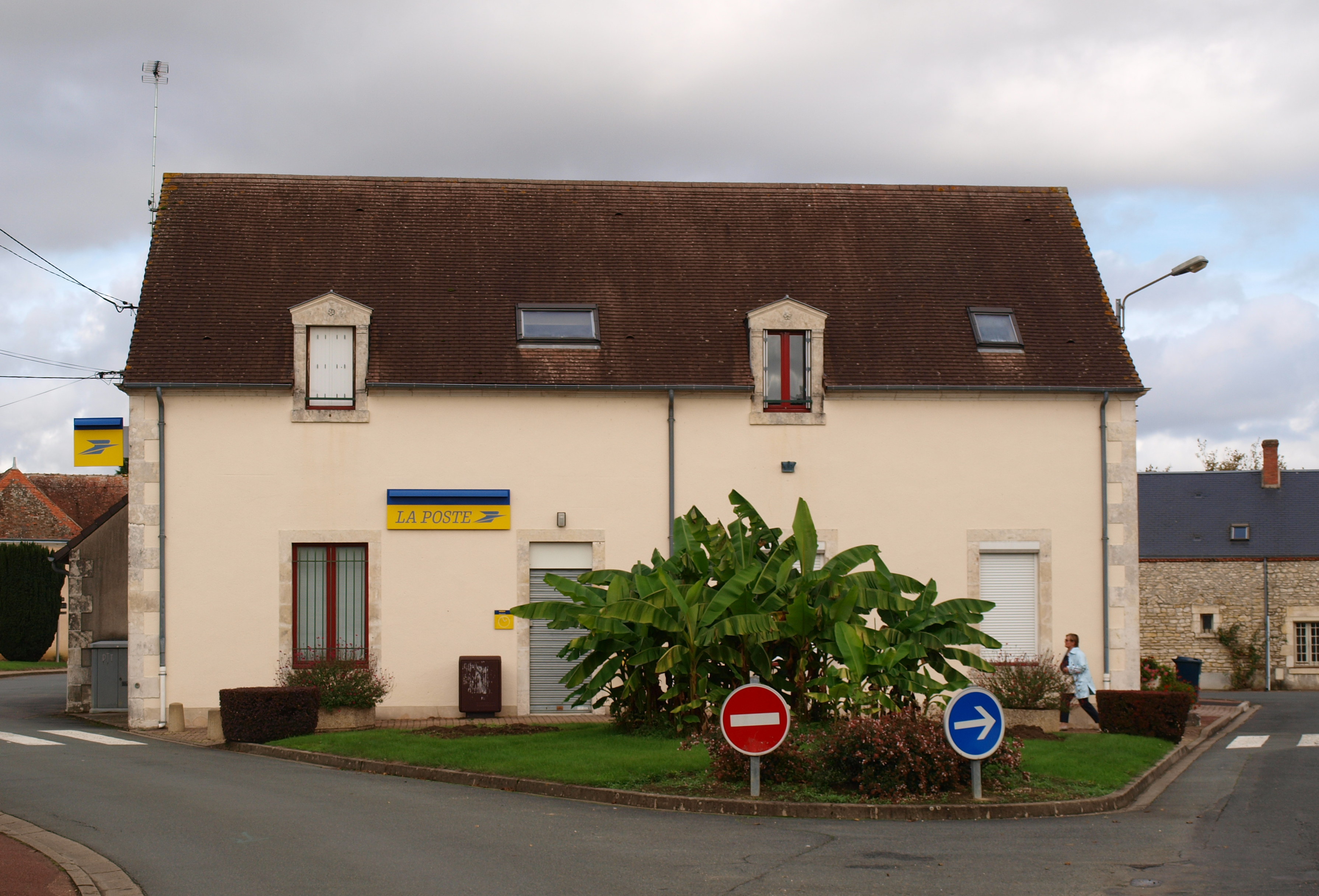
Le bureau de poste en 2013.

| Période                                  | Période   | Identité         | Étiquette | Qualité  |
| ---------------------------------------- | --------- | ---------------- | --------- | -------- |
| mars 2001,                               | mars 2014 | William Stevanin | ?         | Retraité |
| mars 2014                                | En cours  | Marc Descouraux  | DVD       | Retraité |
| Les données manquantes sont à compléter. |           |                  |           |          |

## Population et société

### Démographie
L'évolution du nombre d'habitants est connue à travers les recensements de la population effectués dans la commune depuis 1793. Pour les communes de moins de 10 000 habitants, une enquête de recensement portant sur toute la population est réalisée tous les cinq ans, les populations de référence des années intermédiaires étant quant à elles estimées par interpolation ou extrapolation. Pour la commune, le premier recensement exhaustif entrant dans le cadre du nouveau dispositif a été réalisé en 2005.

En 2022, la commune comptait 1 002 habitants, en évolution de +0,5 % par rapport à 2016 (Indre : −3 %, France hors Mayotte : +2,11 %).
| 1793 | 1800 | 1806 | 1821 | 1831 | 1836 | 1841 | 1846 | 1851 |
| ---- | ---- | ---- | ---- | ---- | ---- | ---- | ---- | ---- |
| 510  | 437  | 473  | 535  | 493  | 480  | 478  | 481  | 500  |

| 1856 | 1861 | 1866 | 1872 | 1876 | 1881 | 1886 | 1891 | 1896 |
| ---- | ---- | ---- | ---- | ---- | ---- | ---- | ---- | ---- |
| 512  | 522  | 555  | 543  | 544  | 562  | 580  | 542  | 495  |

| 1901 | 1906 | 1911 | 1921 | 1926 | 1931 | 1936 | 1946 | 1954 |
| ---- | ---- | ---- | ---- | ---- | ---- | ---- | ---- | ---- |
| 486  | 445  | 442  | 393  | 367  | 370  | 337  | 378  | 395  |

| 1962 | 1968 | 1975 | 1982 | 1990 | 1999 | 2005 | 2006 | 2010 |
| ---- | ---- | ---- | ---- | ---- | ---- | ---- | ---- | ---- |
| 383  | 349  | 620  | 926  | 872  | 802  | 837  | 853  | 887  |

| 2015 | 2020  | 2022  | - | - | - | - | - | - |
| ---- | ----- | ----- | - | - | - | - | - | - |
| 955  | 1 015 | 1 002 | - | - | - | - | - | - |

### Enseignement
La commune dépend de la circonscription académique de La Châtre.

### Médias
La commune est couverte par les médias suivants : La Nouvelle République du Centre-Ouest, Le Berry républicain, L'Écho - La Marseillaise, La Bouinotte, Le Petit Berrichon, France 3 Centre-Val de Loire, Berry Issoudun Première, Vibration, Forum, France Bleu Berry et RCF en Berry.

## Économie
La commune se situe dans l’aire urbaine de Châteauroux, dans la zone d’emploi de Châteauroux et dans le bassin de vie de Châteauroux.
La commune se trouve dans l'aire géographique et dans la zone de production du lait, de fabrication et d'affinage du fromage Valençay.
Elle était le siège au XVIIIe siècle, d'une fonderie de canons alimentée par les forges de Clavières toutes proches.

## Culture locale et patrimoine

### Lieux et monuments
- Église Saint-Pierre
- Monument aux morts
- Croix
- Pompe à eau
- Veille bâtisse
- Château d'Ozans

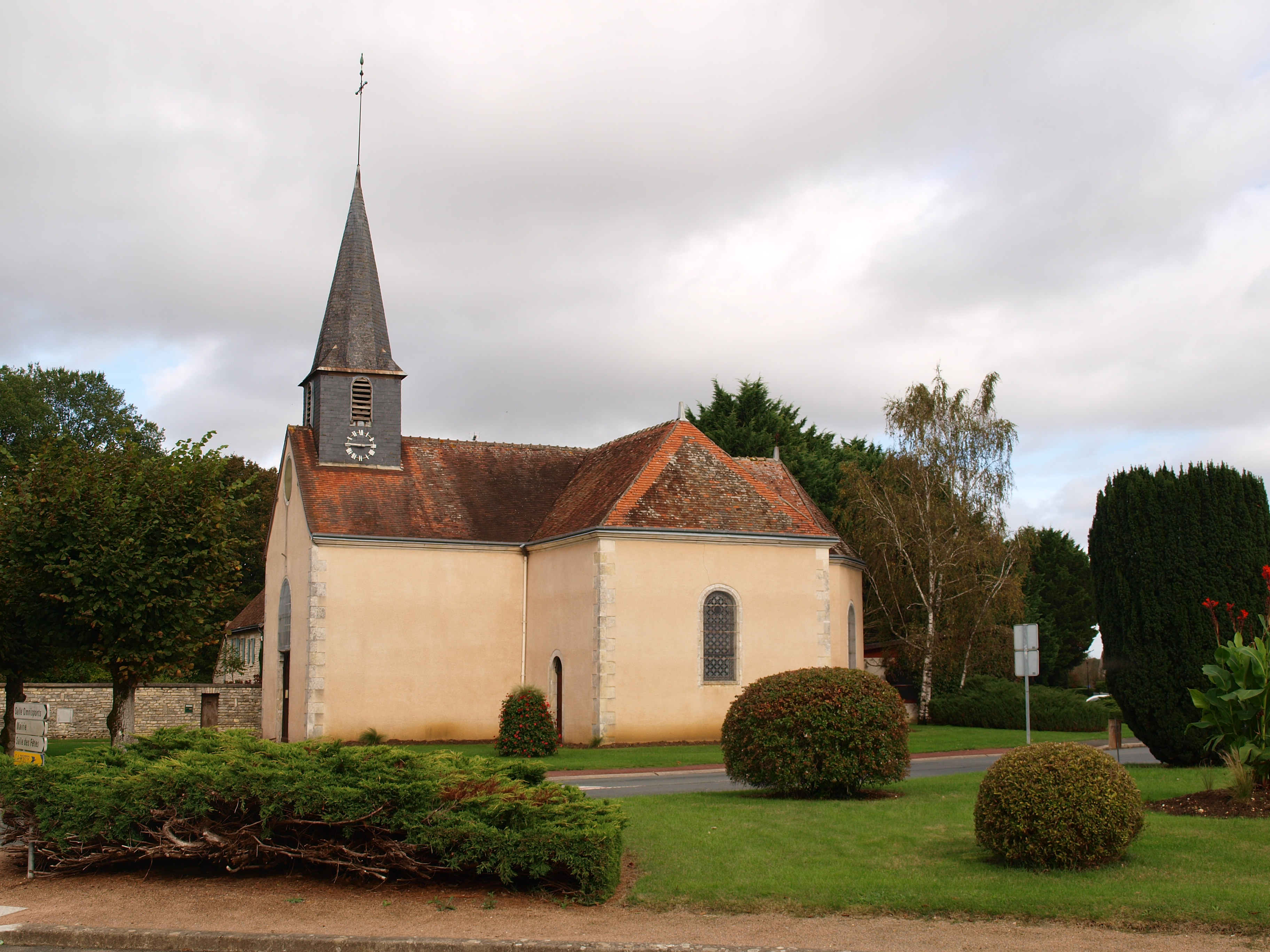
L'église Saint-Pierre en 2013.
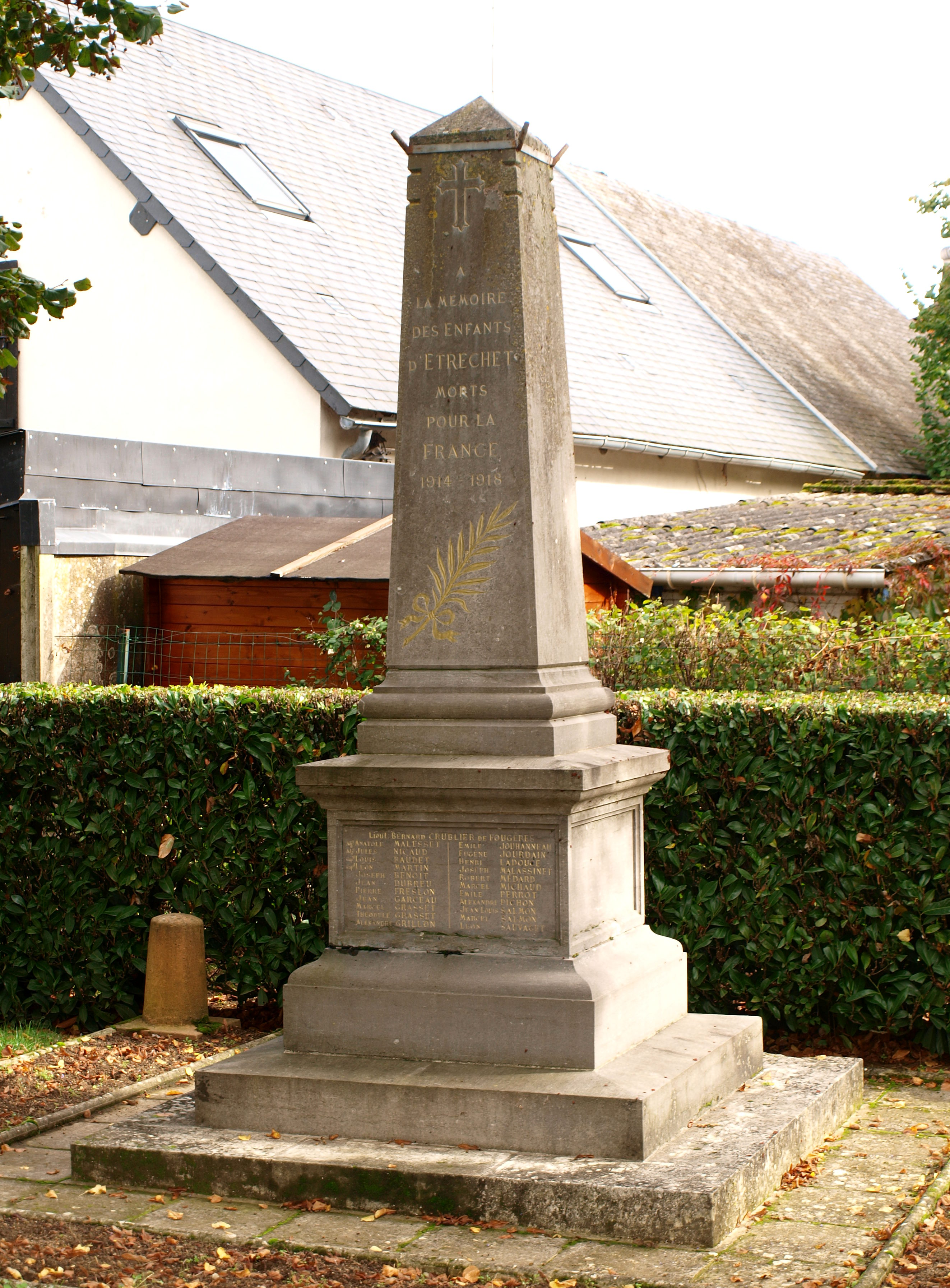
Le monument aux morts en 2013.
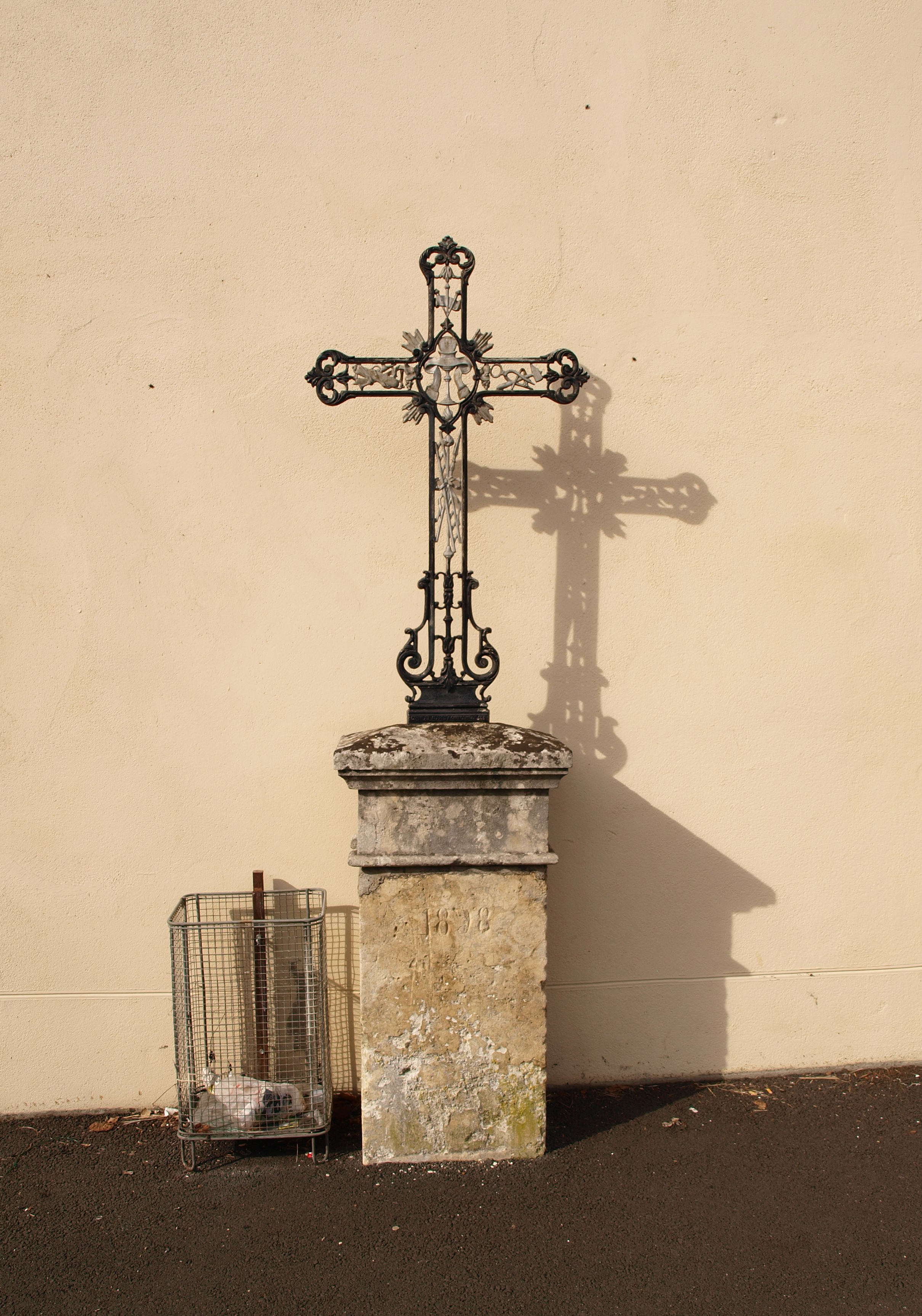
La croix en 2013.
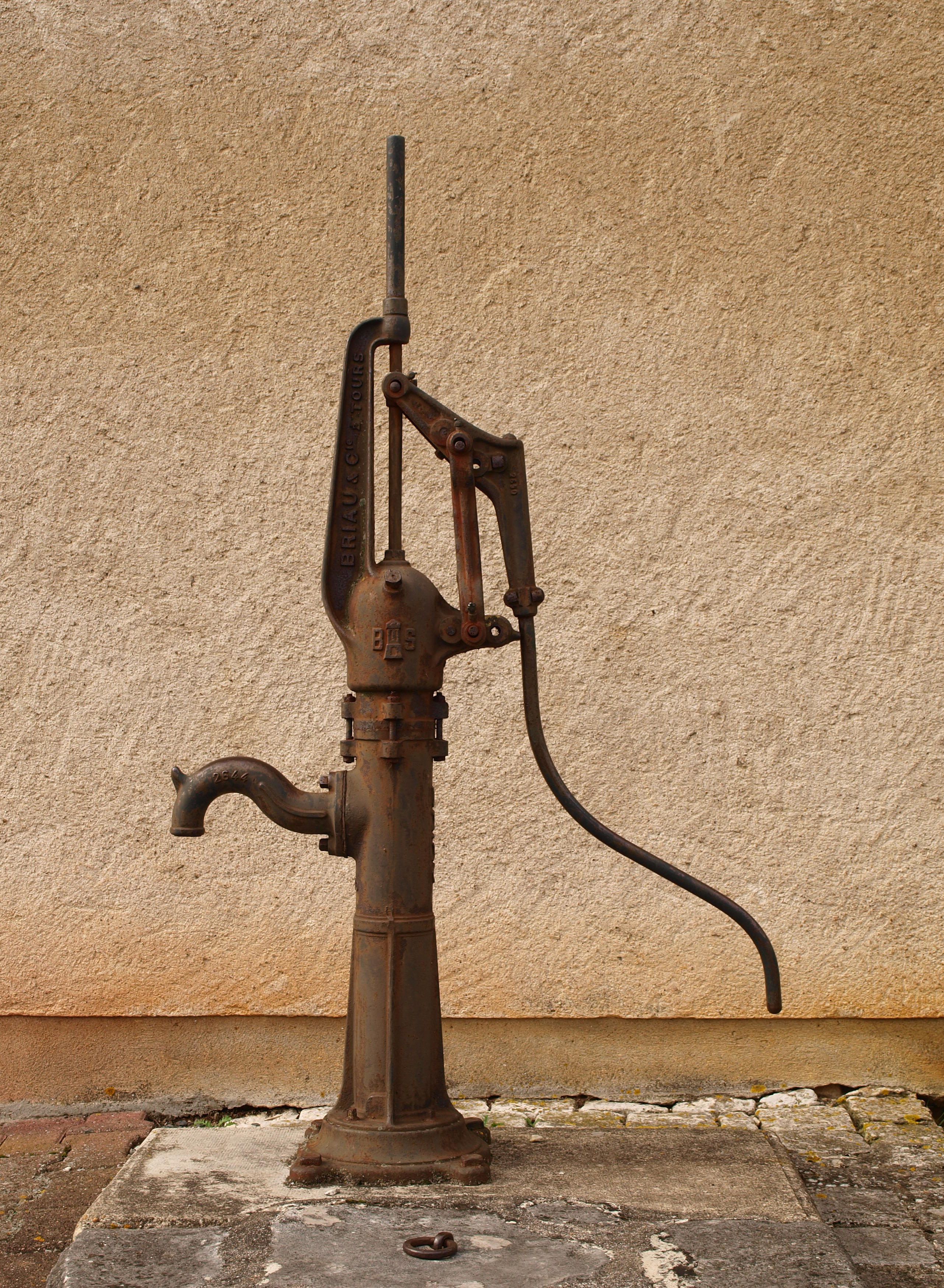
La pompe à eau en 2013.
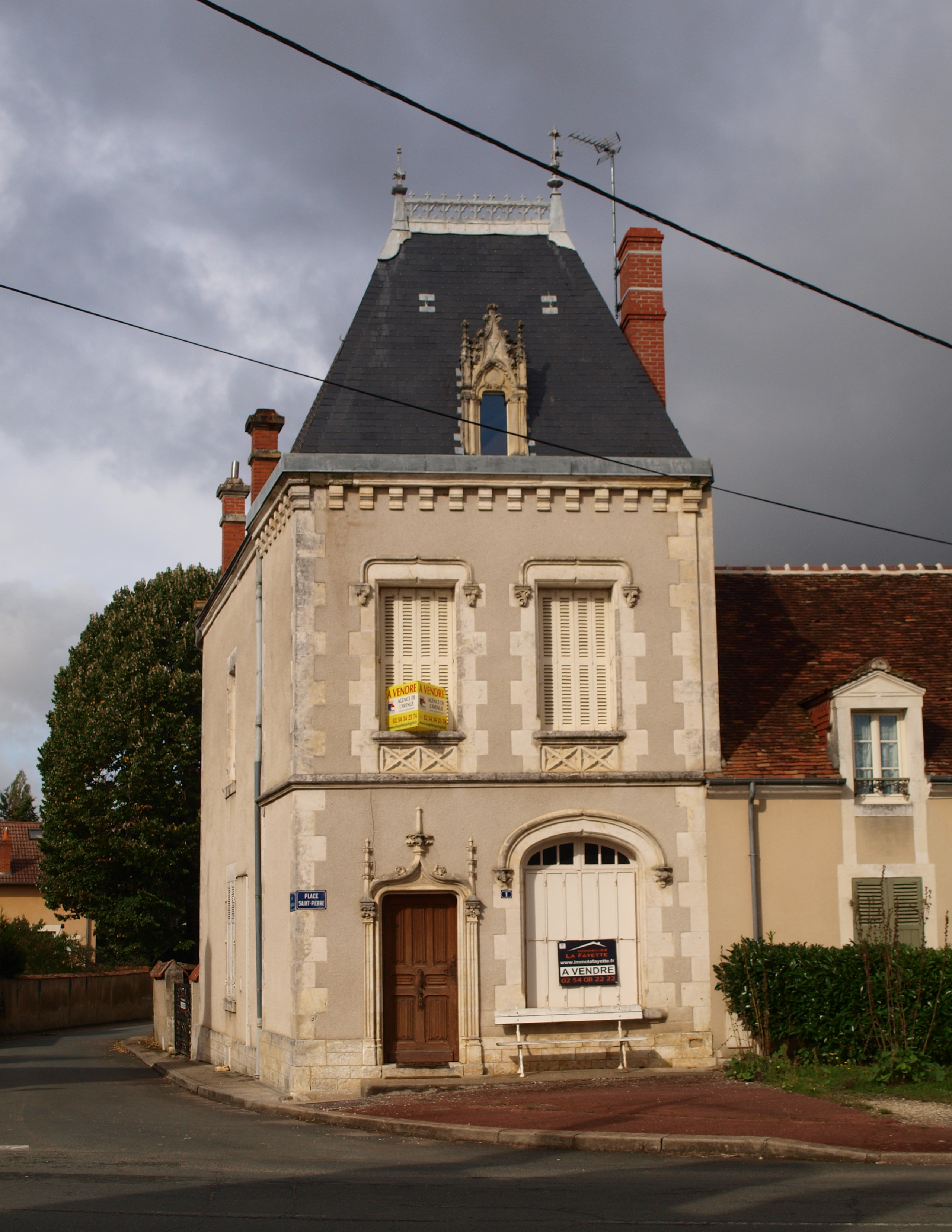
Une bâtisse en 2013.
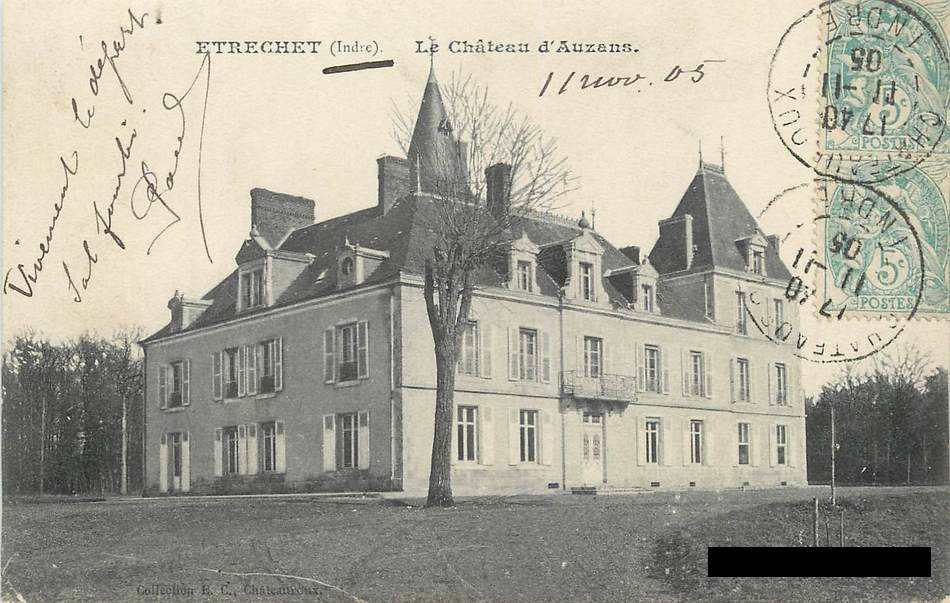
Château d'Ozans vers 1900

### Personnalités liées à la commune
- Mathieu Rogier (1909-1975), capitaine du Régiment de marche du Tchad, Compagnon de la Libération, né à Étrechet.

### Labels et distinctions
Étrechet a obtenu au concours des villes et villages fleuris :
- une fleur en 2004[41], 2005[42], 2006[43], 2007[44], 2008[45], 2011[46], 2013 et 2014 ;
- deux fleurs  en 2015 et 2016[47].